# Канада Лайф-центр
«Канада Лайф-центр» (англ. Canada Life Centre) — спортивный комплекс в Виннипеге, Манитоба (Канада), был открыт в 2004 году взамен устаревшей «Виннипег Арены». Первоначальное название — True North Centre, сейчас носит имя компании по страхованию жизни Canada Life. С 2004 по 2011 годы на арене проводила свои домашние матчи хоккейная команда АХЛ «Манитоба Мус». В 2015 снова вернулась на арену. С 2011 года является домашней ареной команды НХЛ «Виннипег Джетс». Является местом проведения различных спортивных мероприятий и концертов. Вместимость на хоккейных матчах составляет 15 321 зритель, что является самым низким показателем среди всех арен НХЛ.